# U.S. Città di Jesolo
Unione Sportiva Città di Jesolo là một câu lạc bộ bóng đá Ý, có trụ sở tại Jesolo, Veneto.
Màu sắc của đội là đen và xanh.

## Lịch sử

### U.S Lido di Jesolo
Câu lạc bộ được thành lập vào năm 1969 với tên Unione Sportiva Lido di Jesolo.
Đội chơi lần cuối ở Promozione trong mùa 2009-10, xếp thứ 7.

### U.S Città di Jesolo
Năm 2001, đội đã giành được danh hiệu thể thao của AC San Donà ở Serie D và trở thành Unione Sportiva Città di Jesolo Jesolo giành chiến thắng trong trận đấu ở bảng C năm 2004-05 Serie D. Vào ngày 16 tháng 8, câu lạc bộ đã thăng hạng để thay thế vị trí trống.
Jesolo chơi lần cuối tại Serie D trong mùa giải 2009-10, xếp thứ 4, sau khi bị xuống hạng năm 2006 từ Serie C2 trong trận play-off trụ hạng.
Vào mùa hè 2010, câu lạc bộ chuyển đến San Donà di Piave, trao cho câu lạc bộ địa phương AC Sandonà 1922, từ bây giờ đổi tên thành SandonàJesoloCalcio, danh hiệu thể thao của Serie D, được mua lại vào năm 2001 và do đó đóng cửa hoạt động ở Jesolo.